# نیکی دلانو
نیکی دلانو (متولد ۱۲ آوریل، ۱۹۸۶) یک بازیگر پورنوگرافی، رقاص، مدل و استریپر اهل ایالات متحده آمریکا است.

## اوایل زندگی
نیکی در محله بروکلین در نیویورک به دنیا آمد و بزرگ شد. وی فرزند ارشد خانواده است. پدر وی اهل پورتوریکو و مادرش کلمبیایی، ایتالیایی است. او در یک خانواده مذهبی کاتولیک بزرگ شد و در مدرسه کاتولیک درس خواند.
دلانو در دوران تحصیل یک دانش آموز نمونه بود. در سال ۲۰۰۹ او از دانشگاه عدالت کیفری جان جی با مدرک لیسانس در رشته روانشناسی جنایی فارغ‌التحصیل شد.
نیکی قبل از ورود به صنعت پورن، به عنوان مدیر دفتر برای بانک مرکزی ایالت متحده آمریکا فعالیت داشت. او همچنین یک استریپر و ژیمناست بود.

## حرفه و شغل
نیکی دلانو در تاریخ ۷ فوریه ۲۰۱۱ وارد صنعت فیلم بزرگسالان شد. او اولین صحنه خودش را برای شرکت برزرز در میامی ثبت کرد. او نام نیکی را به عنوان نام مستعار برای خود انتخاب کرد و دلیل این کار به علت شبیه بودن نام نیکی به نام اصلیش یعنی نیکول بود. همچنین وی نام دلانو را با توجه به هتل دلانو در میامی انتخاب کرد زیرا این شهر مورد علاقه وی است.
در نوامبر ۲۰۱۱، Delano وب سایت خود NikkiDelano.com بایگانی‌شده  در ۱۱ ژوئیه ۲۰۲۰ توسط Wayback Machine را راه اندازی کرد.
نیکی قصد دارد روزی شرکت استعدادیابی خود را راه اندازی کند و آرزو می‌کند مانند " جینا جیمسون " به "نماد پورنو" تبدیل شود.

## زندگی شخصی
دلانو به عنوان یک دوجنسگرا شناخته می‌شود.

## جوایز کسب شده
| سال  | مراسم            | نتیجه    | دسته                                                           | کار                         |
| ---- | ---------------- | -------- | -------------------------------------------------------------- | --------------------------- |
| ۲۰۱۲ | جایزه NightMoves | نامزدشده | بهترین ویژگی رقصنده                                            | —                           |
| ۲۰۱۲ | جایزه NightMoves | برنده    | بهترین لاتینا، مجری (انتخاب سردبیر)                            | —                           |
| ۲۰۱۲ | جایزه NightMoves | نامزدشده | بهترین کون،                                                    | —                           |
| ۲۰۱۲ | جایزه XBIZ       | نامزدشده | جدید Starlet از سال                                            | —                           |
| ۲۰۱۳ | AVN جایزه        | نامزدشده | بهترین اسباب بازی صحنه (B/B/G) (با Chris Strokes & Jordan Ash) | Flesh Hunter 11             |
| ۲۰۱۳ | جایزه NightMoves | نامزدشده | بهترین‌های قومی مجری                                            | —                           |
| ۲۰۱۳ | جایزه NightMoves | نامزدشده | Best Social Media Star                                         | —                           |
| ۲۰۱۳ | جایزه NightMoves | برنده    | بهترین کون، (انتخاب سردبیر)                                    | —                           |
| ۲۰۱۳ | جایزه XBIZ       | نامزدشده | مجری سایت از سال                                               | NikkiDelano.com             |
| ۲۰۱۴ | AVN جایزه        | نامزدشده | گمنام Starlet از سال                                           | —                           |
| ۲۰۱۴ | جایزه NightMoves | برنده    | بهترین کون، (انتخاب سردبیر)                                    | —                           |
| ۲۰۱۵ | AVN جایزه        | نامزدشده | بهترین جوانان، ستاره سایت                                      | NikkiDelano.com             |
| ۲۰۱۵ | جایزه NightMoves | برنده    | بهترین بالغ ستاره فیلم ویژگی رقصنده (Fan Choice)               | —                           |
| ۲۰۱۵ | جایزه NightMoves | نامزدشده | بهترین کون،                                                    | —                           |
| ۲۰۱۵ | جایزه XBIZ       | نامزدشده | بهترین بازیگر نقش مکمل زن                                      | ۹ هفته: یک تقلید مسخره آمیز |
| ۲۰۱۶ | AVN جایزه        | نامزدشده | بهترین جوانان، ستاره سایت                                      | NikkiDelano.com             |